# Acidoproctus gottwaldhirschi
Acidoproctus gottwaldhirschi  (лат.) — вид бескрылых насекомых семейства Philopteridae из отряда пухоедов и вшей. Постоянные паразиты птиц. Новая Зеландия.
Паразитируют на нырковых утках, в том числе на таких видах, как синяя утка (Hymenolaimus malacorhynchos, Anatidae). Вид был впервые описан в 1958 году Вольфом-Дитрихом Эйлером.
В настоящее время (вместе с видами Acidoproctus emersoni, A. fuligulae, A. hilli, A. kelloggi, A. maximus, A. moschatae, A. rostratus и A. taschenbergi) включён в семейство Philopteridae подотряда Ischnocera. Вид был назван в честь профессора Готтвальда Хирша (Prof. Dr. Gottwald Hirsch).